# Mezei Tamás
Mezei Tamás (Budapest, 1990. szeptember 14. –) olimpiai bronzérmes, Európa-bajnok magyar válogatott vízilabdázó center.

## Sportpályafutása
Ötödikes korában tanul meg úszni, majd a Váci Sortegyesületben kezd vízilabdázni, innen kerül nevelőegyesületébe, a KSI-be, később a Honvéd játékosa lesz. 2010-ben igazol Szolnokra, majd két szezont az Eger csapatánál tölt. Ezt követően egy évet a BVSC-ben pólózik. 2014 őszén visszatér Szolnokra, ahol négy évig játszik; csapatával megnyeri a Bajnokok Ligáját és kétszer elhódította a LEN Szuperkupát is, 2017 és 2018-ban.
2018 és 2021 között a Ferencváros csapatát erősítette. 2019-ben másodszor is Bajnokok Ligája győztes lett, és elhódították a Szuperkupát is. 
A felnőtt válogatottban 2014-ben mutatkozott be, 2022 júniusáig összesen 107 mérkőzésen volt a nemzeti csapat tagja.
2021-ben a Vasas játékosa lett. 2023 őszétől visszaszerződött nevelőegyesületébe, a KSI-be.
2020-ban Európa-bajnok, 2021-ben olimpiai bronzérmes lett a válogatottal.

## Sikerei, díjai
- Magyar bajnokság
  - aranyérmes: 2015, 2016, 2019
  - ezüstérmes: 2018
  - bronzérmes: 2021
- LEN-bajnokok ligája
  - Győztes (2): 2017, 2019
- LEN-szuperkupa
  - győztes (3): 2017 – Szolnok, 2018,[4] 2019[5] – Ferencváros
- LEN-Európa-kupa-győztes[6]
- Európa-bajnokság
  - győztes (1): 2020

## Díjai
- Magyar Arany Érdemkereszt (2021)[7]

## Tanulmányai
Az egri Eszterházy Károly Főiskolán szerzett közgazdászdiplomát 2016-ban.